# PFC Marek Dupnitsa
Marek (em búlgaro:  ПФК Марек Дупница) é um clube de futebol da Bulgária fundado em 1947, na cidade de Dupnitsa, depois da fusão de três antigos clubes o Atletic, o Slavia, e o  Levski. Manda seus jogos no Estádio Bonchuk, com capacidade para 16.050 pessoas.

## Contato
- e-mail: marek@satline.net

## Elenco
Atualizado dia 9 de setembro de 2008.
Nota: Bandeiras indicam equipe nacional, conforme definido pelas regras de elegibilidade da FIFA. Os jogadores podem ter mais de uma nacionalidade não-FIFA.
| N.º |          | Posição | Jogador             |
| --- | -------- | ------- | ------------------- |
| 1   | Bulgária | G       | Emil Varadinov      |
| 2   | Bulgária | D       | Aleksandar Goranov  |
| 3   | Bulgária | D       | Yanek Kuchukov      |
| 4   | Bulgária | D       | Svetoslav Georgiev  |
| 5   | Bulgária | D       | Ivaylo Sokolov      |
| 6   | Bulgária | M       | Angel Krumov        |
| 7   | Bulgária | M       | Radoslav Ivanov     |
| 8   | Marrocos | M       | Noureddine Ez Zahid |
| 9   | Bulgária | A       | Ivo Pargov          |
| 10  | Bulgária | M       | Anjelo Kuchukov     |
| 11  | Bulgária | D       | Kostadin Boshikyov  |

| N.º |          | Posição | Jogador          |
| --- | -------- | ------- | ---------------- |
| 12  | Bulgária | G       | Daniel Belchev   |
| 13  | Bulgária | A       | Ivan Redovski    |
| 14  | Bulgária | A       | Daniel Mladenov  |
| 15  | Bulgária | M       | Ivaylo Simeonov  |
| 16  | Bulgária | M       | Slavcho Boychev  |
| 17  | Bulgária | A       | Dimitar Georgiev |
| 18  | Sérvia   | D       | Milan Pavlović   |
| 19  | Sérvia   | M       | Igor Tasković    |
| 20  | Bulgária | M       | Georgi Andreev   |
| 21  | Marrocos | A       | Karou Radoun     |
| 77  | Bulgária | G       | Evgeni Spasov    |

## Futebolistas notáveis
| - Sasho Pargov - Dimitar Isakov - Kiril Milanov - Nikolay Krastev - Dimitre Dimitrov | - Stoyan Stoyanov - Asen Tomov - Ventsislav Petrov - Ivan Petrov - Ivaylo Pargov - Krum Bibishkov |